# Donaldson, Arkansas
Donaldson là một thị trấn thuộc quận Hot Spring, tiểu bang Arkansas, Hoa Kỳ. Năm 2010, dân số của thị trấn này là 301 người.

## Dân số
- Dân số năm 2000: 326 người.
- Dân số năm 2010: 301 người.